# سن بیاجو دلا چیما
سن بیاجو دلا چیما (به ایتالیایی: San Biagio della Cima) یک کومونه در ایتالیا است که در استان ایمپریا واقع شده‌است. سن بیاجو دلا چیما ۴٫۶ کیلومتر مربع مساحت و ۱٬۲۲۶ نفر جمعیت دارد.

## خواهرخوانده
شهر Camps-la-Source خواهرخواندهٔ سن بیاجو دلا چیما هست.